# Szachulec
Szachulec – typ ściany szkieletowej drewnianej, której wypełnienie stanowi glina wymieszana i zarobiona z sieczką, z trocinami lub wiórami czy też zarzucona na plecionkę z witek z łozy lub łodyg trzciny. Rezultatem jest specyficzny wizerunek otynkowanego zwykle na biało budynku poprzecinanego ciemnymi od dziegciu belkami, ułożonymi w kratownicę z ukośnymi zastrzałami.
Konstrukcja popularna w budownictwie alpejskim, ale i w całej Europie Zachodniej. W Polsce często spotykany w Sudetach i na Pomorzu Gdańskim i Zachodnim. Występuje również na Podolu. W średniowieczu był często stosowany w miastach także w centralnej i południowej Polsce (np. w Krakowie, Chęcinach).
Niektóre źródła podają, że szachulec to bal, drewniany poziomy element w ścianach drewnianych.
Niewłaściwe jest identyfikowanie szachulca z murem pruskim, w którym ściana wypełniona jest cegłą a nie gliną. Jeżeli mur pruski jest otynkowany, to z daleka nie można odróżnić go od szachulca.

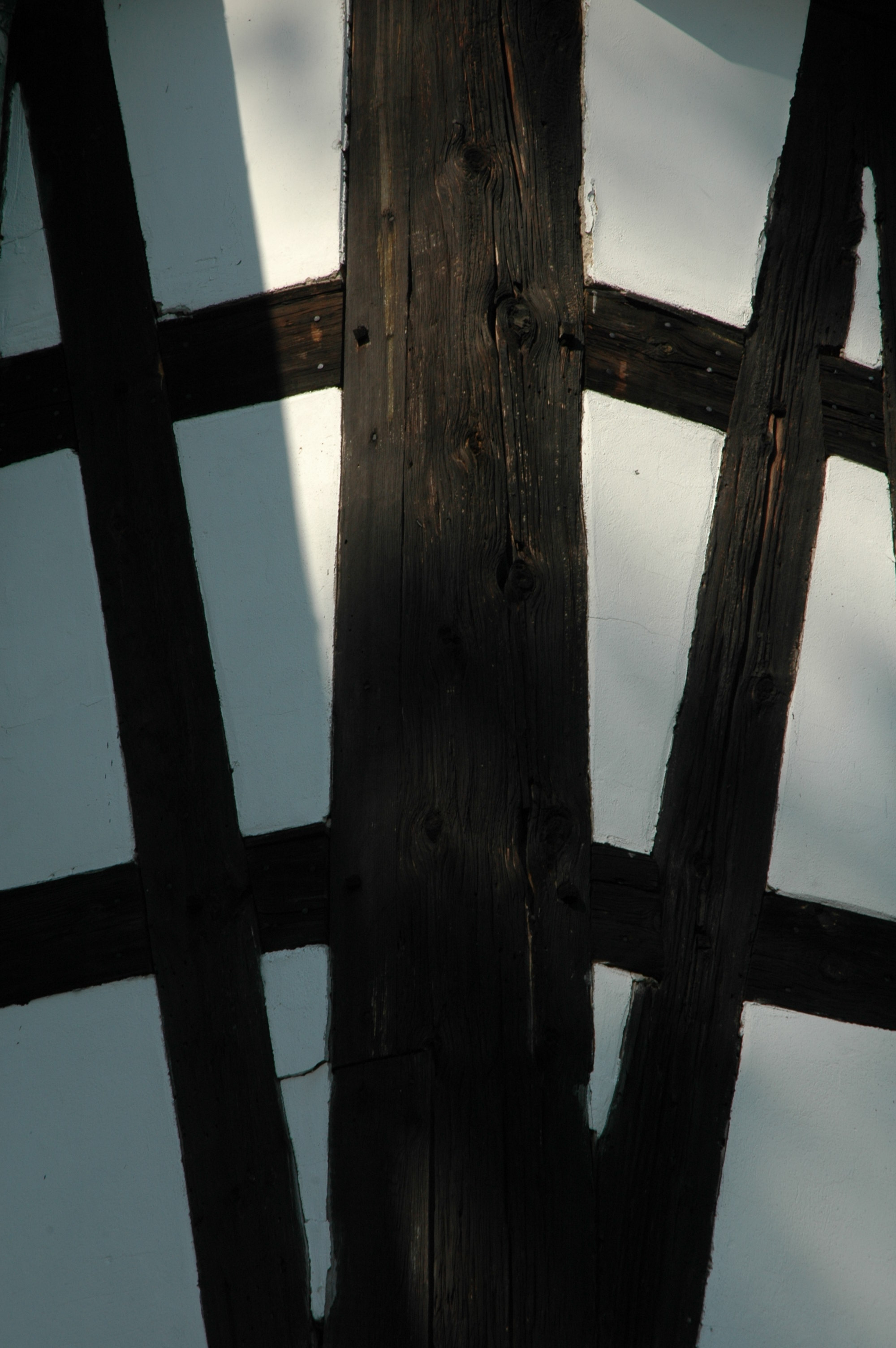
Szachulcowa konstrukcja kościoła pw. św. Piotra i Pawła w Sułowie
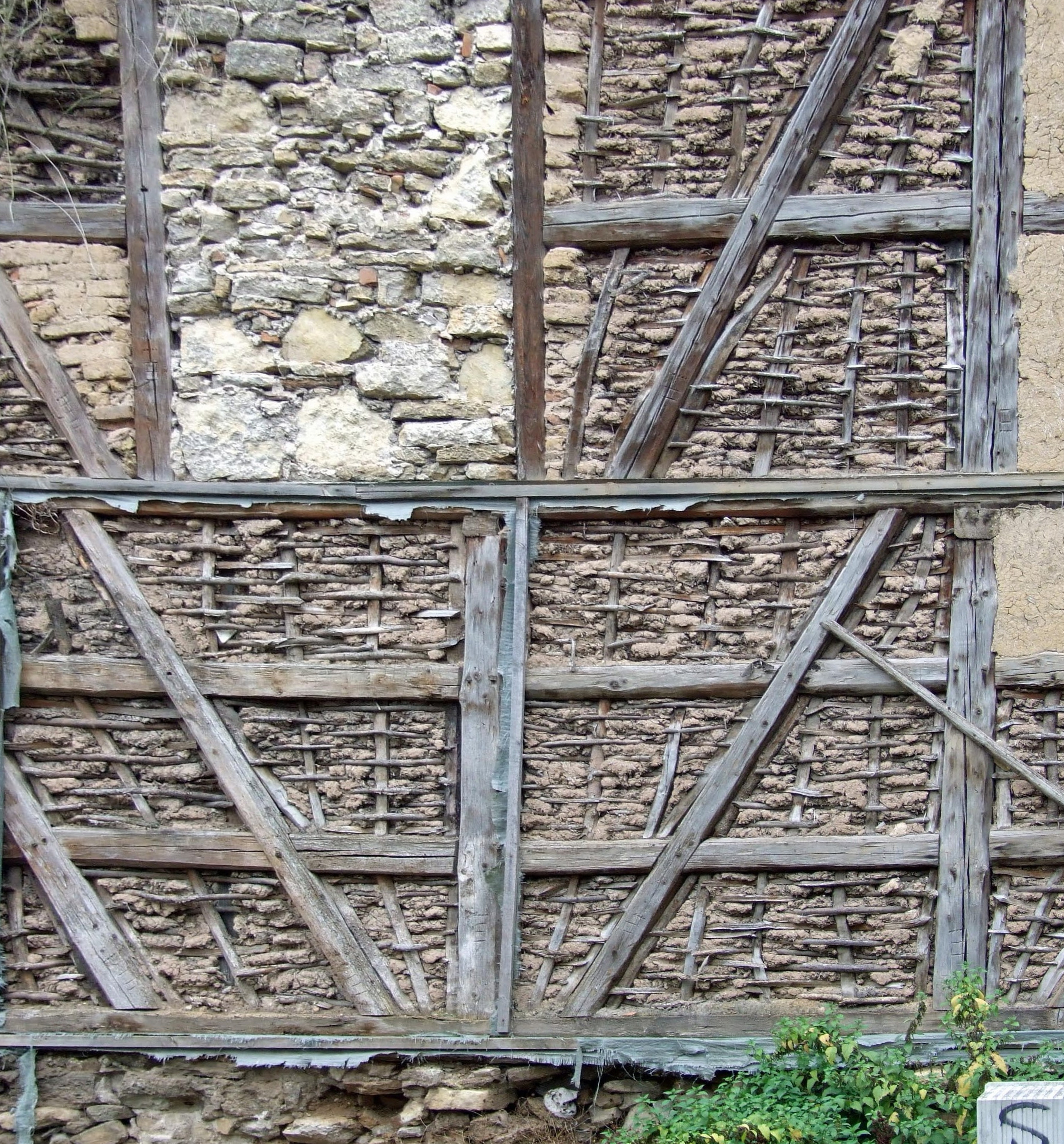
Uszkodzone wypełnienie muru szachulcowego ukazuje konstrukcję utrzymującą glinę.
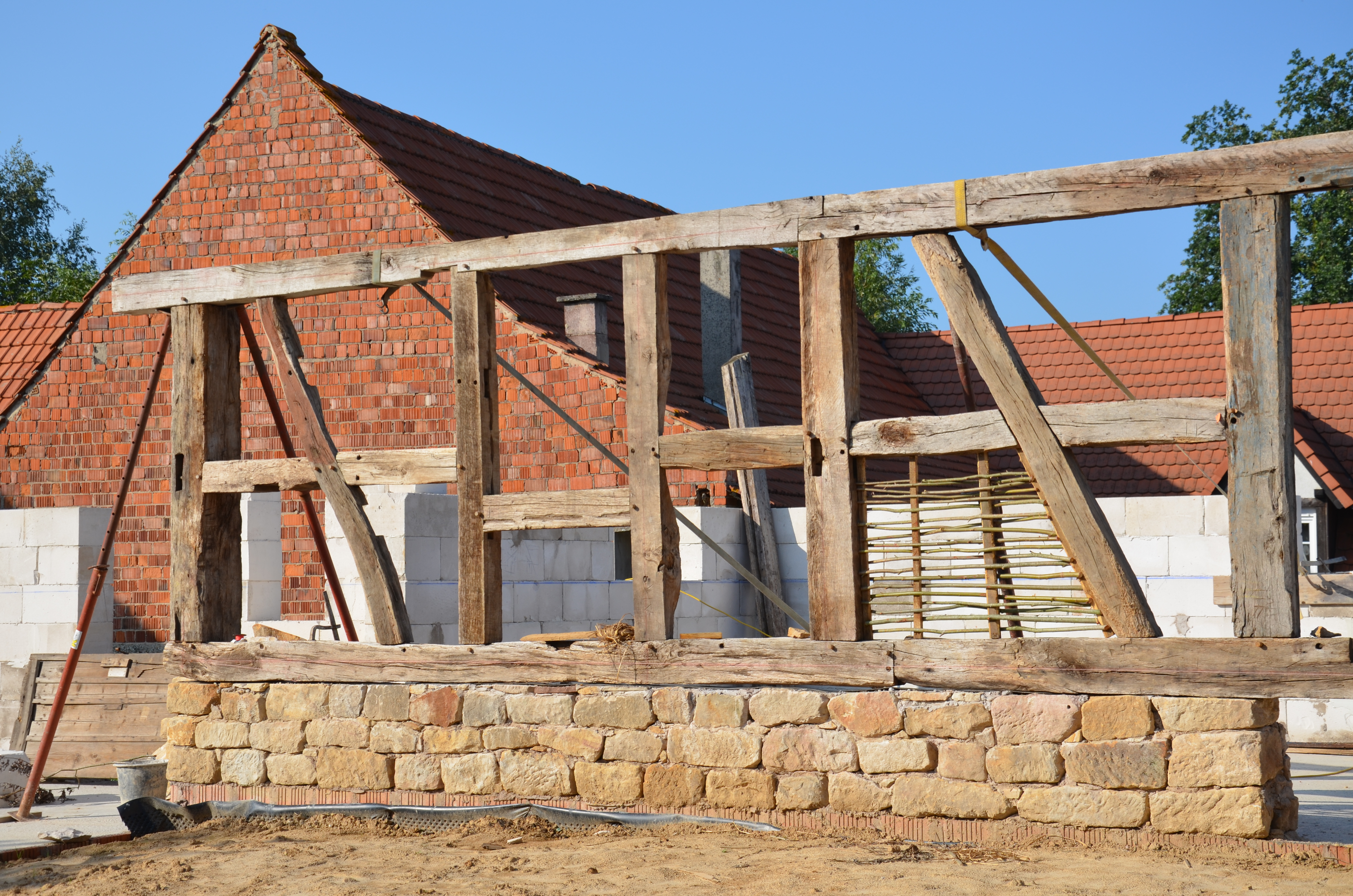
Drewniana konstrukcja przygotowana do wypełnienia

## Świeckie budynki szachulcowe w Polsce

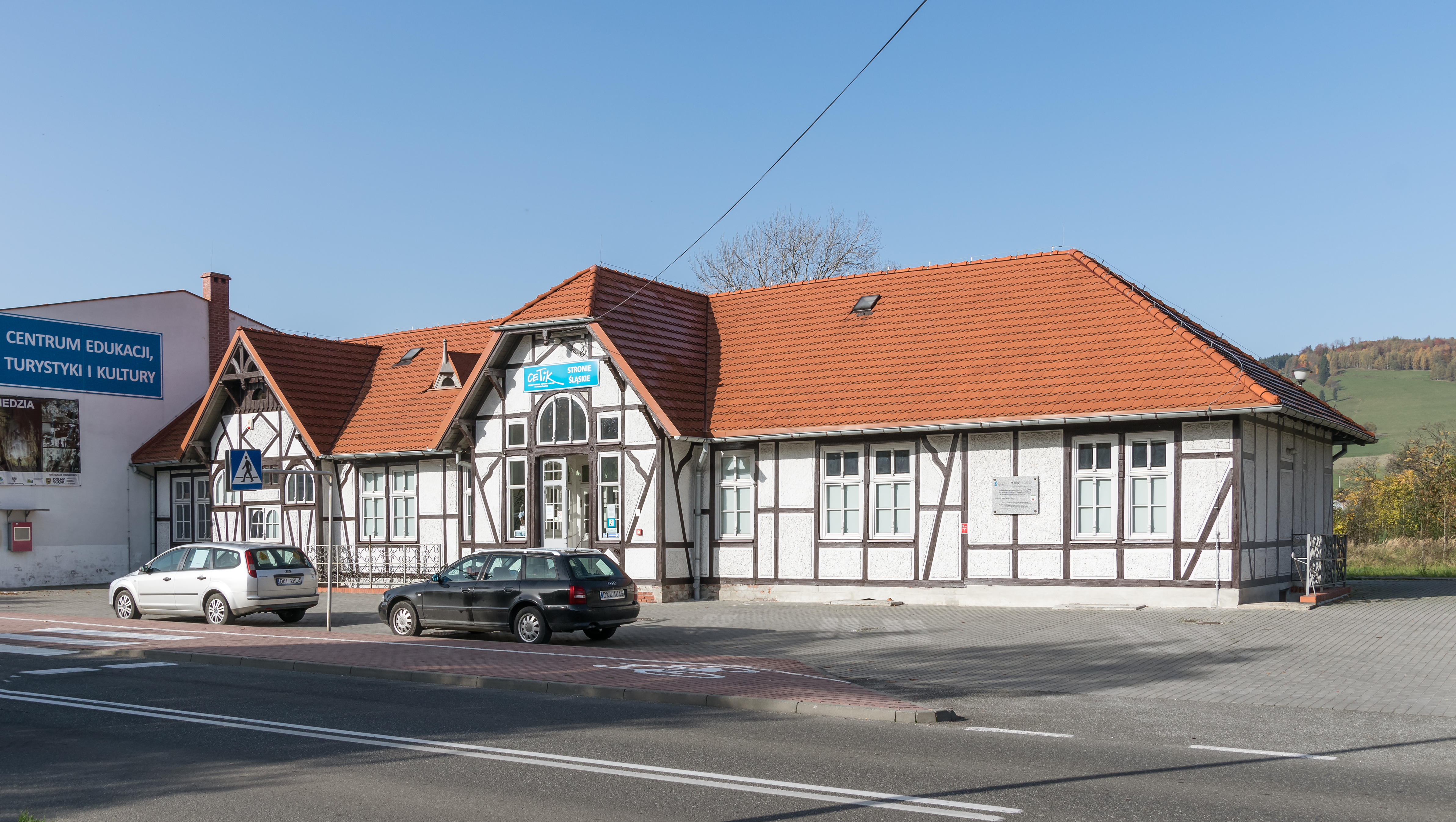
Stacja kolejowa w Stroniu Śląskim
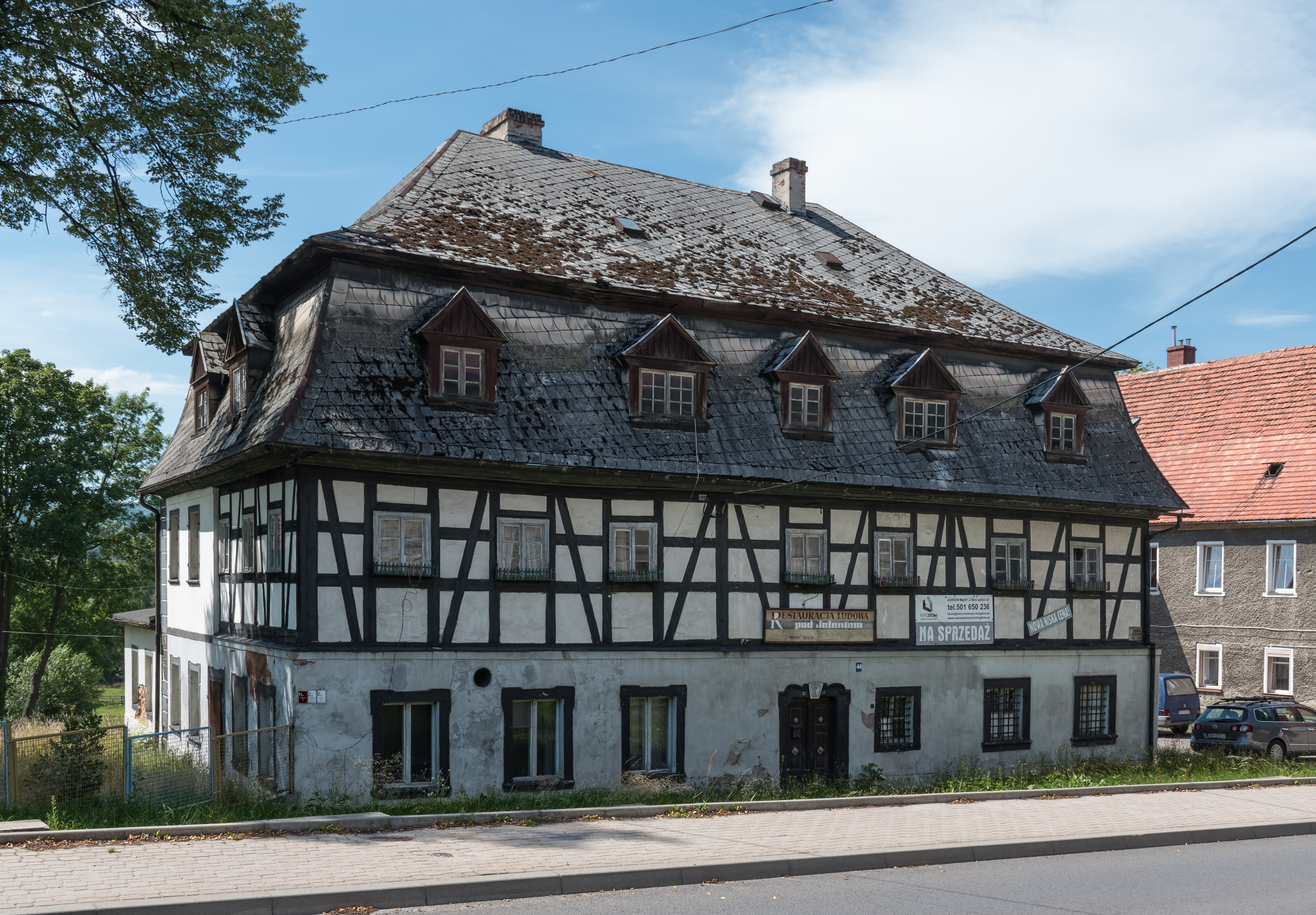
Dawna gospoda w Głuszycy, z 1784 roku
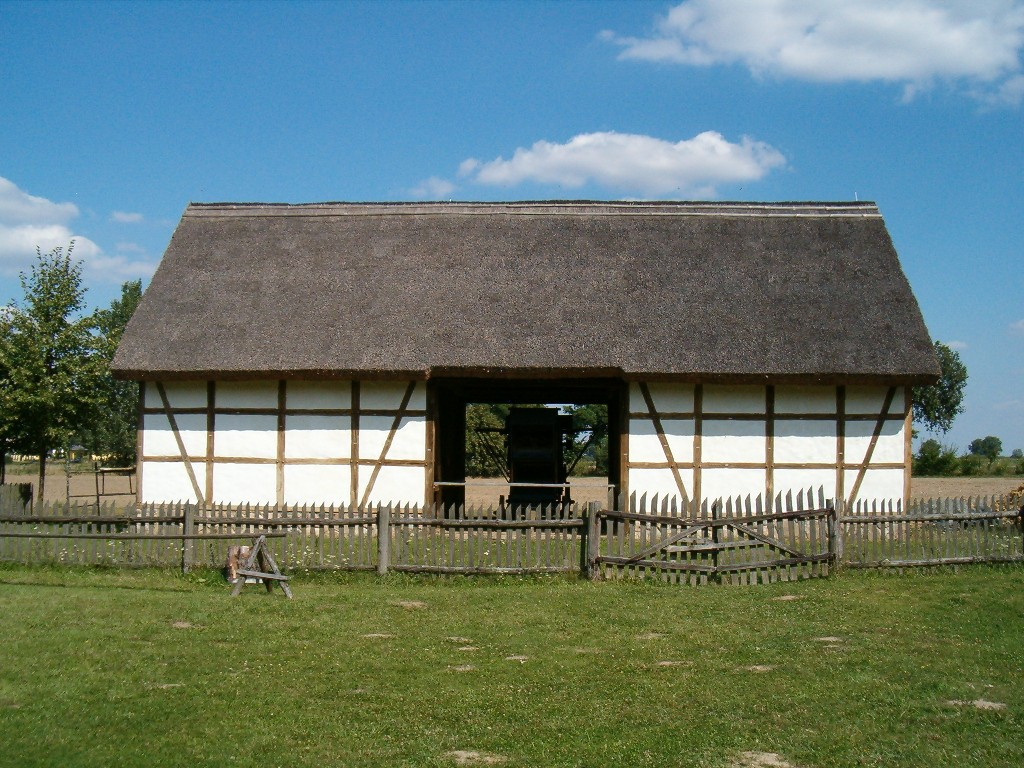
Stodoła w Dziekanowicach
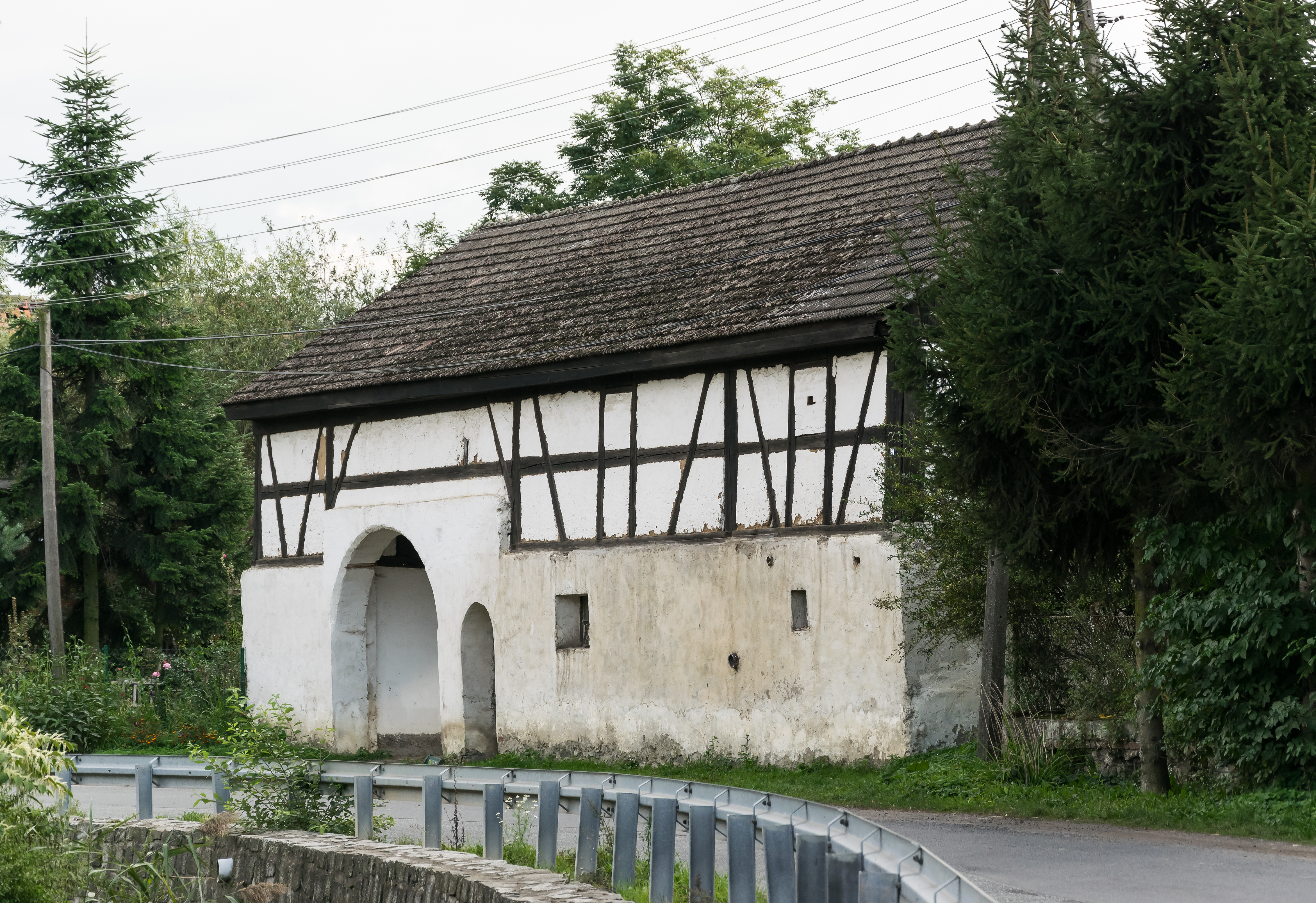
Budynek gospodarczy w Zwróconej

## Kościoły szachulcowe w Polsce

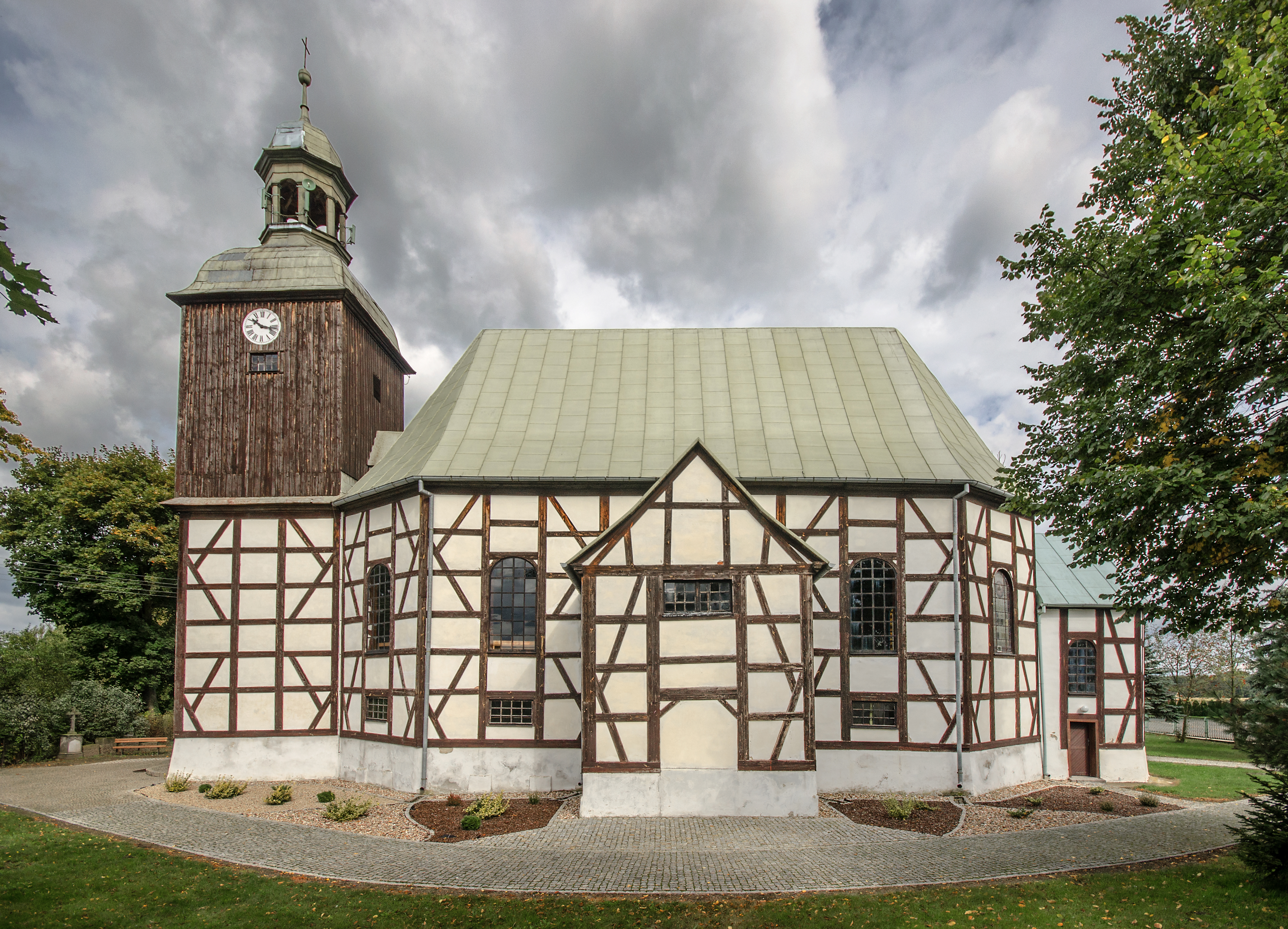
Boguszyce
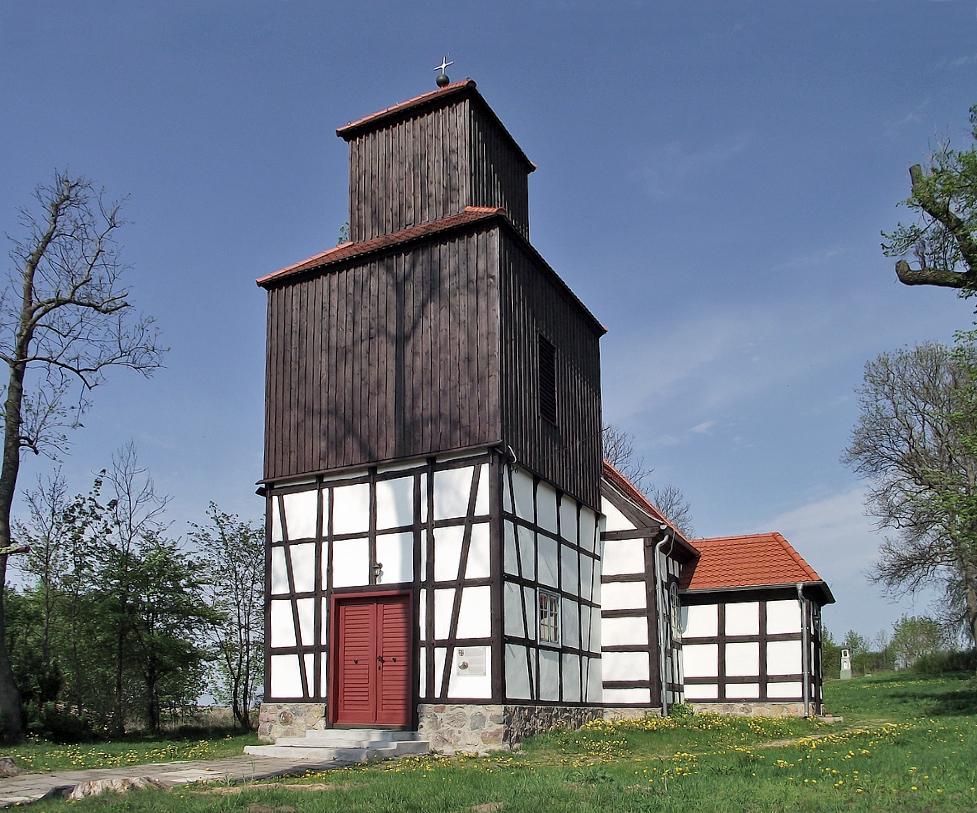
Bronikowo
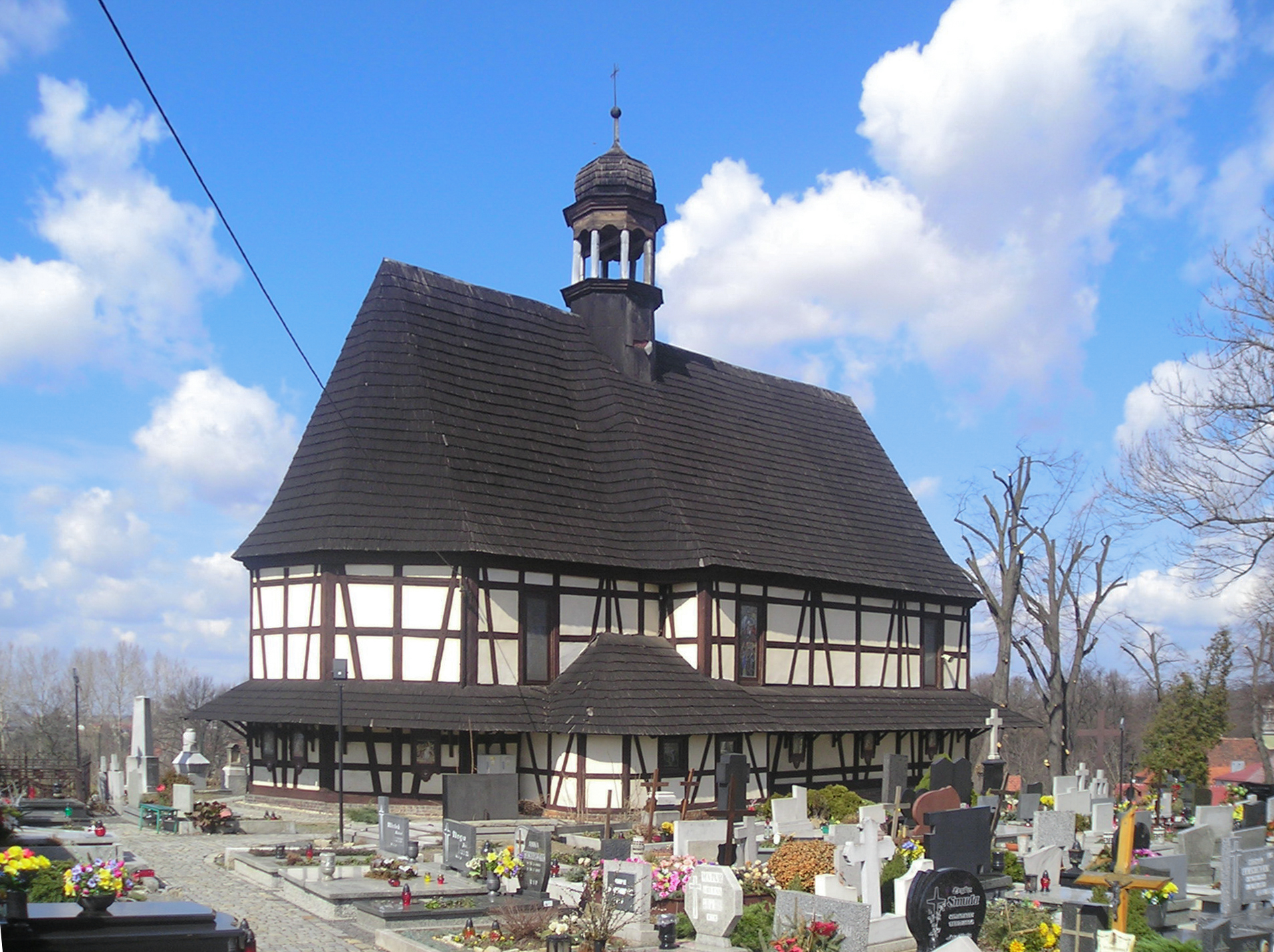
Głogówek
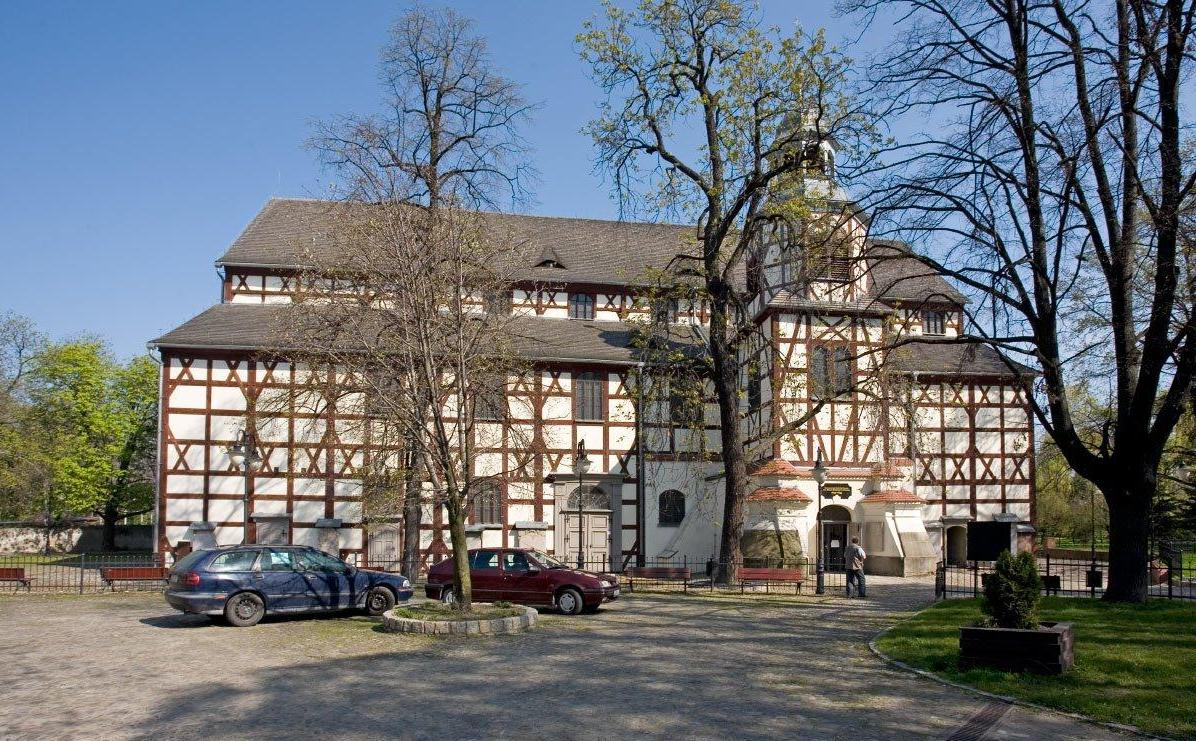
Jawor